# American Creek (Naknek)
La rivière American Creek est un cours d'eau d'Alaska, aux États-Unis situé dans le borough de Lake and Peninsula. C'est un affluent de la rivière Savonoski, elle-même affluent de la rivière Naknek.

## Description
Longue de 50 milles (80 km), elle coule en direction du nord-ouest au travers des lacs Murray et Hammersly, puis du sud vers le lac Coville, dans le parc national et réserve de Katmai, à 45 milles (72 km) au nord-ouest du mont Katmai.
Elle a été nommée ainsi en 1950 par Bill Hammersly, un prospecteur local de King Salmon.

## Sources
- (en) « American Creek (Naknek) », Geographic Names Information System